# امباس (کارنو)
امباس (کارنو) (به اسپانیایی: Ambás (Carreño)) یک منطقهٔ مسکونی در اسپانیا است که در آستوریاس واقع شده‌است.